# Adi Kvetner

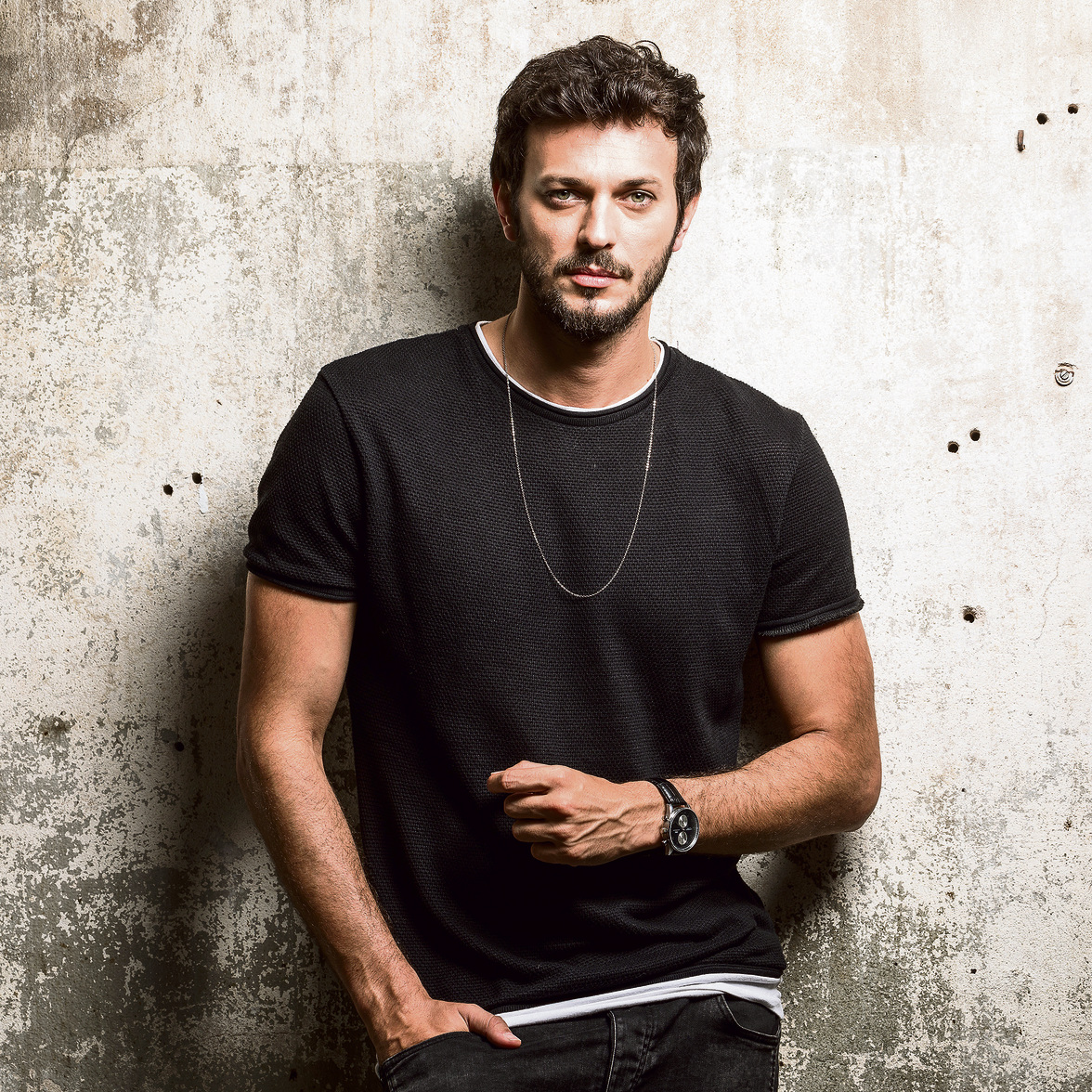
Adi Kvetner, 2017

Adi Kvetner (hebräisch אדי קבטנר; russisch Ади Кветнер, wiss. Transliteration Adi Kvetner; * 24. Oktober 1987 in Moskau, RSFSR, Sowjetunion) ist ein israelischer Schauspieler, Filmschaffender, Moderator und Model.

## Leben
Kvetner wurde am 24. Oktober 1987 in Moskau geboren. Seine Eltern lernten sich an einer Akademie in der damaligen Sowjetunion kennen. Sein Vater Roman gehörte zum Gründungsteam des Gesher Theaters. 1990 zog die Familie nach Israel um.
2004 wurde Adi Kvetner für eine Kampagne des Modeunternehmens Octopus fotografiert, 2005 für Kampagnen der Sportkette Mega Sport und des Modeunternehmens Lee. 2006 wurde er für eine Kampagne für die Babybekleidungskette AVG aufgenommen. Im selben Jahr spielte er zudem in zwei Episoden der zweiten Staffel der Dramaserie Reserve des Franchise-Netzwerks eine Gastrolle und nahm an einem Clip zum Song Rhythm By Rhythm des Projekts Mosaic teil.
Er diente von 2006 bis 2010 bei der IDF als Leutnant in der Rekrutierungsbasis Nitzanim. Seine Schauspielausbildung erhielt er von 2010 bis 2013 von Nissan Nativ in dessen Schauspielstudio. Ab 2013 moderierte er die Sendung Good Morning Israel auf Channel 9. Ab 2014 wurde er der erste Moderator des täglichen Kulturprogramms auf Hebräisch Hangar 9. Ab 2014 verkörperte er bis 2017 die Rolle des Slava Zvirin in insgesamt 77 Episoden der Fernsehserie Temporarily Dead. In den nächsten Jahren folgten weitere Nebenrollen in Spielfilmen und Episodenrollen in verschiedenen Fernsehserien.
Von 2018 bis 2019 war er in sieben Episoden der Fernsehserie Berlin Station in der Rolle des Rodion Volkov zu sehen. 2018 spielte er im Horrorfilm Golem – Wiedergeburt die Rolle des Jacob. 2019 stellte er in vier Episoden der Fernsehserie True Hero die Rolle des Uranus Glorious.

## Filmografie (Auswahl)
- 2014–2017: Temporarily Dead (Metim LeRega, Fernsehserie, 77 Episoden)
- 2015: Where Do You Live? (Eifo Ata Hai?, Fernsehserie, Episode 1x01)
- 2016: Die Geiseln (Bnei Aruba/בני ערובה, Fernsehserie, Episode 2x10)
- 2016: Who Sank Your Ships? (Ma Kara Yalda, Taveu Lach HaSifinot?, Kurzfilm)
- 2017: In Our Hands: The Battle for Jerusalem (Dokumentation)
- 2018: No-One
- 2018: Golem – Wiedergeburt (The Golem)
- 2018–2019: Berlin Station (Fernsehserie, 7 Episoden)
- 2019: Netta: Bassa Sababa (Kurzfilm)
- 2019: True Hero (Gibor Amiti, Fernsehserie, 4 Episoden)
- 2025: The World Will Tremble